# Pelasgiótide

Ubicación de Pelasgiótide, en el centro de Tesalia.

Pelasgiótide (en griego antiguo: Πελασγιῶτις) era una antigua región de la Antigua Grecia, un alargado distrito de la antigua Tesalia, que comprendía el territorio entre el Valle del Tempe hasta la ciudad sureña de Feras. Las antiguas localidades griegas pertenecientes a esta región son las siguientes:  Argos Pelásgica, Argisa, Átrax, Cranón, Cinoscéfalas, Girtón, Mopsio, Larisa, Condea, Onquesto, Faito, Feras, Escotusa y Sicirio.
Ftiótide, Tesaliótide, Histiótide y Pelasgiótide eran las cuatro tetras de Tesalia, gobernadas por un tagos, magistrado electo cuando la ocasión lo requería. 
El territorio es mencionado por Estrabón pero no por Heródoto, quien parece incluirla en la región de Tesaliótide. En la epigrafía, hay una inscripción con un embajador tesalio en Atenas, llamado Pelasgiotes (ca.353 a. C.) Un fragmento de una estela de mármol de Larisa contiene la solicitud del cónsul romano Quinto Cecilio Metelo, hijo de Quinto, «amigo y benefactor de nuestro país (ethnei hēmōn)» en agradecimiento por sus servicios, su familia y el S.P.Q.R., la Liga Tesalia decretó enviar 43.000 medidas de trigo a Roma, para ser tasados por las diferentes regiones de la Liga. Los pelasgiōtai y los ftiotas proveían 32.000 unidades, mientras que los histiotas y los tesaliotas suministraban el resto, 11.000, cuyo 25% se destinaba al ejército romano, con cargamentos durante todos los meses del año.
El topónimo regional y étnico es una reminiscencia de un elemento pelasgo del pasado tesalio. Como en otras partes de Tesalia, el eólico está atestiguados en inscripciones y después del siglo II a. C., la koiné.
Durante los Juegos Tesalios celebrados en Larisa en honor de Zeus Eleuteros en el siglo I a. C., varios atletas victoriosos son llamados tesalios de Larisa de Pelasgis o de la Pelásgide en griego antiguo: Θεσσαλὸς ἀπὸ Λαρίσης τῆς Πελασγίδος. El epigrama funerario de Erilao de Calcedón, escrito en el siglo III a. C., menciona también en griego antiguo: Λάρισα τᾶι Πελασγίδι Larisa tai Pelasgidi.